# Бірюза
Ту́ркус або бірюза́ (перс. فیروزه фірузе́, «та, що несе перемогу й щастя») — мінерал, фосфат алюмінію й міді. Напівдорогоцінний камінь, що високо цінується в ювелірній справі.
Пізніша назва — «ту́ркус» (фр. turquoise, похідне від фр. turc — «турецький») — від 17 століття мінерал приходить до Європи через Туреччину з перського Хорасану
.

## Склад і властивості
Хімічна формула: Cu Al6 [(OH)2(PO4)]4 4H2O. Домішки: Si, Са, Sr, в менших кількостях — Zn, Мо, Ni, Со, V, Ti, Ba, Be, Mg.
Гіпергенний мінерал класу фосфатів. Сингонія триклінна. Густина 2,6—2,84. Твердість 5,0—6,5. Колір зелений, блакитний, зелено-сірий. Блиск тьмяний, восковий. Симетрія триклінно-пінакоїдальна. Бірюза досить крихка. При нагріванні вона буріє та тріскається, забарвлюючи полум'я в світло-зелений колір. При нагріванні в закритій паяльній трубці виділяє багато води. Розчиняється в кислотах.

## Родовища

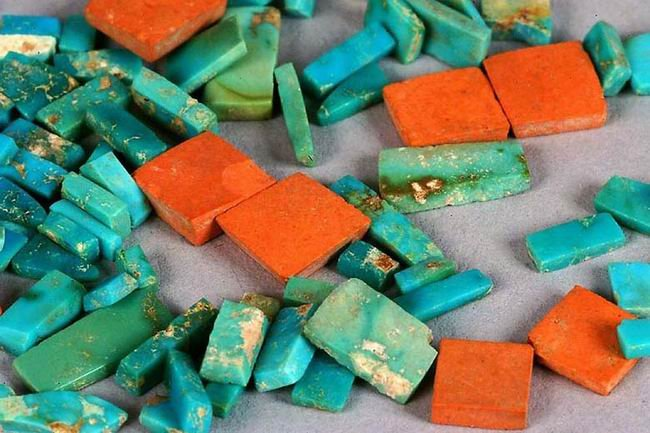
Бірюза та аргіліт з каньйону Чако

Утворюється при гіпергенних або низькотемпературних (180 °C-80 °C) процесах разом з бурими залізняками, халцедоном, каолінітом та іншими вторинними мінералами в мідних родовищах. Виникає головним чином в областях з аридним кліматом. Може утворюватися шляхом вивітрювання, при дії багатих на мідь поверхневих стоків на гірські породи, що містять фосфор та глинозем. Крім того, бірюза може мати органічне походження, в цьому випадку вона утворюється з викопних решток тварин — кісток і зубів.
Найкращі родовища цього мінералу знаходяться в Ірані біля міста Нішапура. За межами цієї країни бірюзу добувають в Єгипті (на Синайському півостріві), Афганістані, Середній Азії (родовища Бірюзакан, Аякщі, Кальмакирське).
У вигляді кристалів бірюза трапляється вкрай рідко. Зазвичай вона має вигляд прожилок, конкрецій гроноподібної або ниркоподібної форми. На зрізі часто помітний павутиноподібний малюнок з чорних або бурих прожилок («сітчаста бірюза»).

## Історія та Застосування

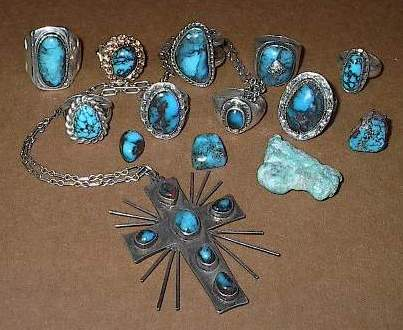

Напівдорогоцінний камінь, відомий серед ювелірів з давніх часів. Прикраси з бірюзою знайдені серед археологічних пам'яток Давнього Єгипту, Месопотамії, Персії, Давнього Китаю, держав на півострові Індостан, у пірамідах ацтеків. В Європу цей мінерал також потрапив досить давно: найвірогідніше, його завезли з Персії через Османську імперію разом з іншим крамом, що довозили Шовковим шляхом. Втім європейці не відразу полюбили цей камінь. Мода на бірюзу поширилася лише у XV сторіччі. Так само і в Японії цей мінерал став відомим лише після XVIII сторіччя.
Бірюзу високо цінували за чудовий колір: в Європі та Персії віддавали перевагу синьому камінню, в Тибеті й Монголії — зеленкуватому. Бірюза була використана при оздобленні відомого мавзолею Тадж Махал. Найкраща у світі бірюза (за розміром, кольором, його однотонністю) знаходилась у скарбниці перських шахів, де виділялася колекція інкрустованих бірюзою кальянів, срібного посуду та зброї. Найбільшим скарбом була тіара шахині Фарах Пехлеві, в якій зосереджувалися неперевершені бірюзові камені різних розмірів. Ювеліри зазвичай поєднували бірюзу з коралами, рубінами, алмазами, золотом і сріблом.
Великий попит на цей мінерал спричинив те, що його почали підробляти. Найдавніші імітації бірюзи, виготовлені з фаянсу, відомі з Єгипту. Пізніше підробки почали виготовляти з порцеляни, кераміки, фарбованого пластику, сплавів міді з алюмінієм (так звана «віденська бірюза», що являє собою фосфат алюмінію, забарвленний міддю). В 1972 році П'єр Жильсон винайшов синтетичну бірюзу, якість якої значно перевищувала попередні підробки. У XXI сторіччі найпопулярнішою імітацією цього мінералу є напівсинтетичний продукт, в якому до синтетичної основи додаються мелені залишки справжньої бірюзи.

## Різновиди
Розрізняють:

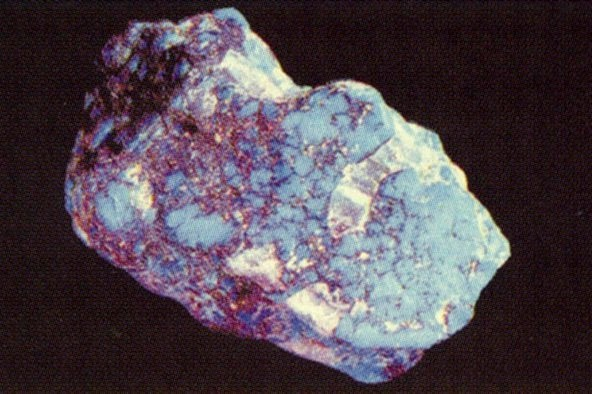
Бірюза у Малій гірничій енциклопедії

- бірюза блакитно-зелена (інша назва бірюзи);
- бірюза залізиста (відміна бірюзи, яка містить до 5,32 % FeO);
- бірюза західна (торговельна назва бірюзи);
- бірюза кістяна, або викопна (відміна бірюзи, яка являє собою викопні органічні рештки: кістки та зуби; складена переважно мікрокристалічним апатитом, забарвленим вівіанітом у синій колір);
- бірюза колорадська (бірюза з плато Колорадо, США);
- бірюза натічна (бірюза у вигляді натічних агрегатів), давньоукраїнська назв цієї форми — блискавець;
- бірюза невадська (інша назва варисциту);
- бірюза перська (торговельна назва бірюзи з Ірану);
- бірюза східна (торговельна назва бірюзи).